# Ziegelei (Nahrstedt)
Ziegelei ist ein Wohnplatz der Ortschaft Nahrstedt der Hansestadt Stendal im Landkreis Stendal in Sachsen-Anhalt, (Deutschland).

## Geografie
Der Wohnplatz liegt etwa 1½ Kilometer westnordwestlich des Dorfes Nahrstedt und etwa einen Kilometer südöstlich von Deetz am Ziegelei-Graben.

## Geschichte
Die namensgebende Ziegelei existierte bereits am Anfang des 20. Jahrhunderts.